# ボルト・スロワー
ボルト・スロワー（Bolt Thrower）は、イギリス・コヴェントリー出身のデスメタル・バンド。

## 概要・来歴
1986年に結成され、1988年にヴィニール・ソリューションよりファーストアルバムをリリース。その後、新レーベルイヤーエイク・レコードに移籍し、すぐに同レーベルで最も売れているバンドの一つとなった。最後の所属レーベルはメタル・ブレイド・レコーズ。メンバーは次々と入れ替わり、ヨーロッパ、アメリカ合衆国、オーストラリアをツアーした。30年にわたるキャリアの中で、ボルト・スロワーは8枚のスタジオアルバム、3枚のEP、1枚のライブアルバム、3枚のコンピレーションアルバム、2枚のデモアルバムをリリースした。2005年時点で、彼らのアルバムはアメリカで10万枚以上を売り上げている。
ボルト・スロワーは、8枚目のアルバム『Those Once Loyal』（2005年）のリリース後、2008年6月にアルバムのレコーディングを無期限に休止すると発表したが、ドラマーのマーティン・カーンズが2015年9月14日に亡くなるまでツアーを続け、その後、彼の死後1周年にあたる2016年に解散した。
ボルト・スローワーは「イギリスで最も一貫性があり、長く続いているデスメタルバンドの1つ」と呼ばれている。

## メンバー

### 最終のラインナップ
- バリー・“バズ”・トムソン (Barry "Baz" Thomson) – guitars (1986–2016)
- ギャビン・ワード (Gavin Ward) – ギター (1987–2016), bass (1986–1987)
- ジョー・ベンチ (Jo Bench) – ベース (1987–2016)
- カール・ウィレッツ (Karl Willetts) – ボーカル (1987–1994, 1997–1998, 2004–2016)
- マーティン・カーンズ (Martin Kearns) – ドラムス (1994–1997, 1999–2015; 死去)

### 過去のラインナップ
- アンドリュー・ホエール (Andrew Whale) – ドラムス (1986–1994)
- アラン・ウェスト (Alan West) – ボーカル (1986–1987)
- アレックス・トゥイーディ (Alex Tweedy) – ベース (1987)
- マルティン・ファン・ドルーネン (Martin van Drunen) – ボーカル (1994–1997)
- アレックス・トーマス (Alex Thomas) – ドラムス (1997–1999)
- デイブ・イングラム (Dave Ingram) – ボーカル (1998–2004)

## ディスコグラフィ

### スタジオ・アルバム
- In Battle There Is No Law! (1988)
- Realm of Chaos: Slaves to Darkness (1989)
- War Master (1991)
- The IVth Crusade (1992)
- ...For Victory (1994)
- Mercenary (1998)
- Honour – Valour – Pride (2001)
- Those Once Loyal (2005)

### EP
- The Peel Session (1988)
- Cenotaph (1991)
- Spearhead (1992)

### ライブ・アルバム
- War (2010)

### コンピレーション・アルバム
- The Peel Sessions 1988–90 (1991)
- Who Dares Wins (1998)
- The Best of Bolt Thrower (2016)

### デモ
- In Battle There Is No Law (self-released cassette, 1987)
- Concession of Pain (self-released cassette, 1987)
- Forgotten Existence (self-released cassette,  1988)
- Prophets of Hell (self-released cassette, 1988)

### ビデオ・クリップ
- Cenotaph (1991)
- The IVth Crusade (1992)
- ...For Victory (1998)
- Inside the Wire (2000)